# Simon Sjöfors
Simon Sjöfors, född 8 juli 1973, är en svensk tidigare fotbollsspelare (anfallare). Han spelade i Mjällby AIF säsongerna 1999 och 2001–2007, och representerade år 2000 Gais i Allsvenskan.

## Biografi
Sjöfors moderklubb är Älmhults IF. Han spelade även för IFK Hässleholm innan han inför säsongen 1999 värvades till Mjällby AIF. I november 1999 skrev han på ett tvåårskontrakt med Göteborgsklubben Gais, som just hade gått upp i allsvenskan. Han var då även uppvaktad av Hammarby IF, som lämnade ett bättre bud, men valde ändå Gais. Sjöfors spelade 22 matcher för Gais i allsvenskan 2000 och gjorde tre mål, men klubben slutade näst sist och åkte återigen ur högstaserien, och Sjöfors återvände därefter till Mjällby.
2008 skrev han kontrakt med Kristianstads FF till och med 2010. Klubben vann division 2 det året. Året efter var han skadad och spelade bara en match från start. Säsongen 2012 var han tränare för Älmhults IF.